# 廣底加長型球狀屋頂
廣底加長型球狀屋頂是一種由18個三角形和3個正方形組成的二十一面體，為詹森多面體的其中一個，索引為J89。它無法由柏拉圖立體（正多面體）和阿基米得立體（半正多面體）經過切割、增補而得來，是詹森多面體中的基本立體之一。詹森多面體是凸多面體，面皆由正多邊形組成但不屬於均勻多面體，共有92種。這些立體最早在1966年由諾曼·詹森（Norman Johnson）命名並給予描述。

## 性質
廣底加長型球狀屋頂共由21個面、33條邊和14個頂點所組成。在其21個面中，有18個三角形和3個正方形。在其14個頂點中，6個頂點是5個三角形的公共頂點，在頂點圖中可以用[35]來表示、還有4個頂點是4個三角形和1個正方形的公共頂點，在頂點圖中可以用[34,4]來表示、剩下的4個頂點是2個三角形和2個正方形的公共頂點，在頂點圖中可以用[32,42]來表示。

### 體積與表面積
若一個廣底加長型球狀屋頂邊長為{\displaystyle a}，則其表面積{\displaystyle A}為：
{\displaystyle A=3+{\frac {9{\sqrt {3}}}{2}}a^{2}\approx 10.7942a^{2}}
在92種詹森多面體中，有13種詹森多面體的單位邊長體積（V/a3）無法表達為解析數。而五角錐球狀屋頂就是這13種詹森多面體之一。
由於其體積無法表達為解析數，但可以用近似值表示。邊長為{\displaystyle a}的五角錐球狀屋頂體積近似為：
{\displaystyle V\approx 2.9129104145402091660a^{3}}。
上述體積近似值為以下多項式的最大實根：
|  | 47330370277129322496 x20 − 722445512980071186432 x18 + 3596480447590271287296 x16 − 8432333285523990773760 x14 + 8973584611317745975296 x12 − 3065290664181478981632 x10 + 366229890219212144640 x8 − 8337259437908852736 x6 − 22211277300912896 x4 + 132615435213216 x2 + 2693461945329 |

### 頂點座標
令{\displaystyle a} ≈ 0.216844815713457為下列多項式的第二小實根：
{\displaystyle {\begin{aligned}&26880x^{10}+35328x^{9}-25600x^{8}-39680x^{7}+6112x^{6}\\&\quad {}+13696x^{5}+2128x^{4}-1808x^{3}-1119x^{2}+494x-47\end{aligned}}}
則邊長為2的廣底加長型球狀屋頂的頂點座標為：
{\displaystyle \left(\pm 1,\,\pm 1,\,2b\right)}
{\displaystyle \left(\pm 1,\,\pm \left(1+2a\right),\,0\right)}
{\displaystyle \left(\pm \left(1+{\frac {c}{\sqrt {1-a}}}\right),\,0,\,-{\frac {2a^{2}+a-1}{b}}\right)}
{\displaystyle \left(0,\,\pm 1,\,-d\right)}
{\displaystyle \left(\pm {\frac {dc+e}{fe}},\,0,\,{\frac {\left(2a-1\right)d}{f}}-{\frac {c}{fe}}\right)}
其中，{\displaystyle b}、{\displaystyle c}、{\displaystyle d}、{\displaystyle e}和{\displaystyle f}分別為：
{\displaystyle b={\sqrt {1-a^{2}}}}
{\displaystyle c={\sqrt {2\left(1-2a\right)}}}
{\displaystyle d={\sqrt {3-4a^{2}}}}
{\displaystyle e={\sqrt {1+a}}}
{\displaystyle f=2\left(1-a\right)}
這些座標也可以由下列頂點的軌道的並集在沿xz平面和yz平面鏡射所產生的空間對稱群之群作用下給出：
{\displaystyle {\begin{aligned}&\left(1,1,2{\sqrt {1-a^{2}}}\right),\ \left(1+2a,1,0\right),\ \left(0,1+{\sqrt {2}}{\sqrt {\frac {2a-1}{a-1}}},-{\frac {2a^{2}+a-1}{\sqrt {1-a^{2}}}}\right),\ \left(1,0,-{\sqrt {3-4a^{2}}}\right),\\&\left(0,{\frac {{\sqrt {2(3-4a^{2})(1-2a)}}+{\sqrt {1+a}}}{2(1-a){\sqrt {1+a}}}},{\frac {(2a-1){\sqrt {3-4a^{2}}}}{2(1-a)}}-{\frac {\sqrt {2(1-2a)}}{2(1-a){\sqrt {1+a}}}}\right)\end{aligned}}}

## 相關多面體

### 廣底加長型球狀屋頂欠側錐
廣底加長型球狀屋頂欠側錐（Diminished hebesphenomegacorona）是指從廣底加長型球狀屋頂上移除一個五角錐所構成的立體，然而，直接將五角錐從廣底加長型球狀屋頂移除將會出現一個不共面五邊形，無法構成多面體，需要將頂點位置些微調整，才能將五邊形面放置到移除五角錐的位置，這將導致廣底加長型球狀屋頂欠側錐的面僅是很接近正多邊形而不是正多邊形，因此是一種擬詹森多面體。

廣底加長型球狀屋頂
廣底加長型球狀屋頂欠側錐
- 廣底加長型球狀屋頂欠側錐的3D模型

### 其他立體

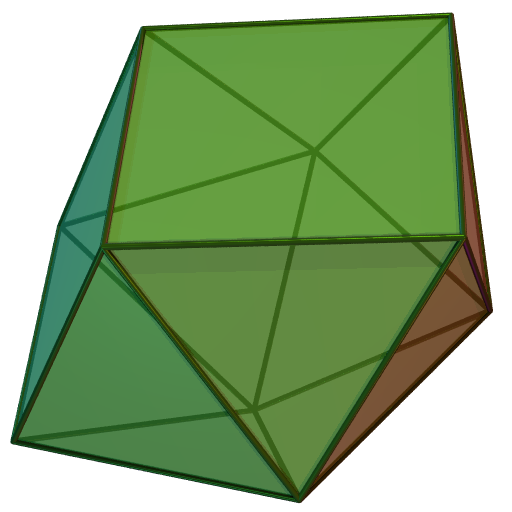
球狀屋頂 （原始的球狀屋頂立體）
球狀屋頂欠側錐 （移除一個五角錐的球狀屋頂）
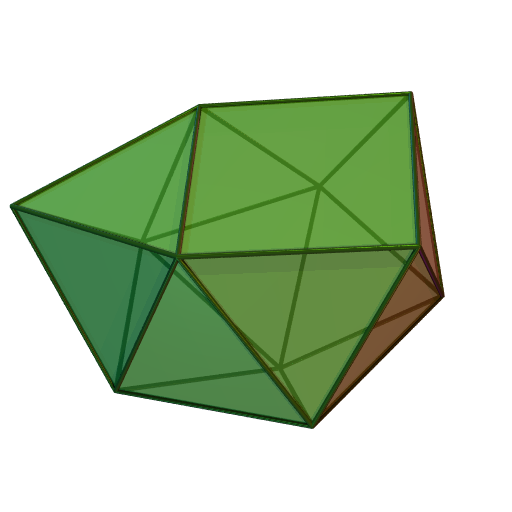
側錐球狀屋頂 （在正方形面疊上正四角錐的球狀屋頂）
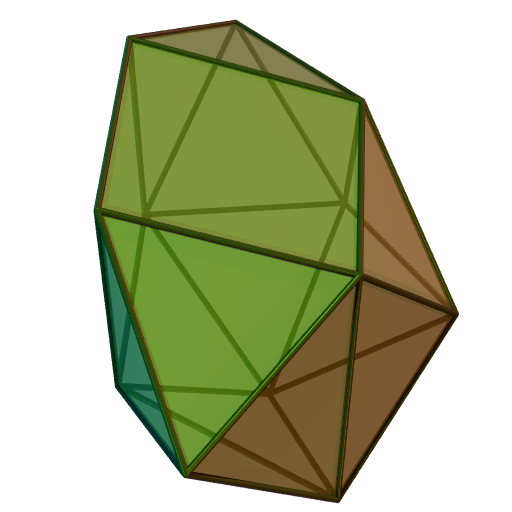
加長型球狀屋頂 （正方形附近的4個位置上各加上1個正三角形的球狀屋頂）
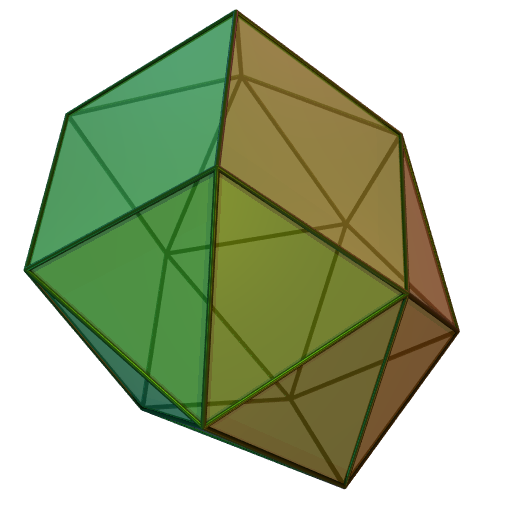
廣底加長型球狀屋頂 （「屋頂」部分由3個正方形組成的球狀屋頂）
廣底加長型球狀屋頂欠側錐 （移除一個五角錐的廣底加長型球狀屋頂）
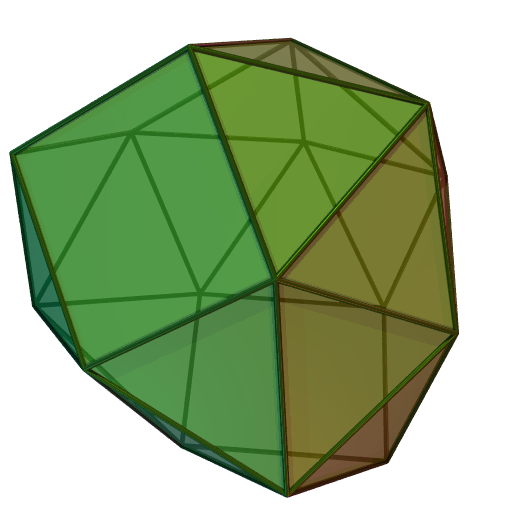
五角錐球狀屋頂 （合併兩個移除了兩個正三角形的球狀屋頂）

## 外部連結
- 埃里克·韦斯坦因. . MathWorld.
  - 埃里克·韦斯坦因. . MathWorld.